# サモス島のピタゴリオとヘーラー神殿
「サモス島のピタゴリオとヘーラー神殿」は、ギリシャの世界遺産の一つである。紀元前6世紀に栄えた都市国家サモスの往時の姿を伝える遺跡群が登録されている。

## ピタゴリオ
ピタゴリオ（Pythagorio）は古代ギリシャ・ローマ時代の記念建造物群が残る要塞化した港である。もともとの名前はティガニ（Tigani）といったが、数学者ピタゴラスを輩出した町であることから、1955年に現在の名称に変更された。
かつての都市国家サモスの中心都市で、紀元前6世紀に建造された突堤や市壁、さらに僭主ポリュクラテスの壮麗な宮殿跡などが出土している。また、ヘロドトスの『歴史』でも言及されている、技師エウパリノスの作った全長1.35 km の地下導水路（Tunnel of Eupalinos）なども残っている。

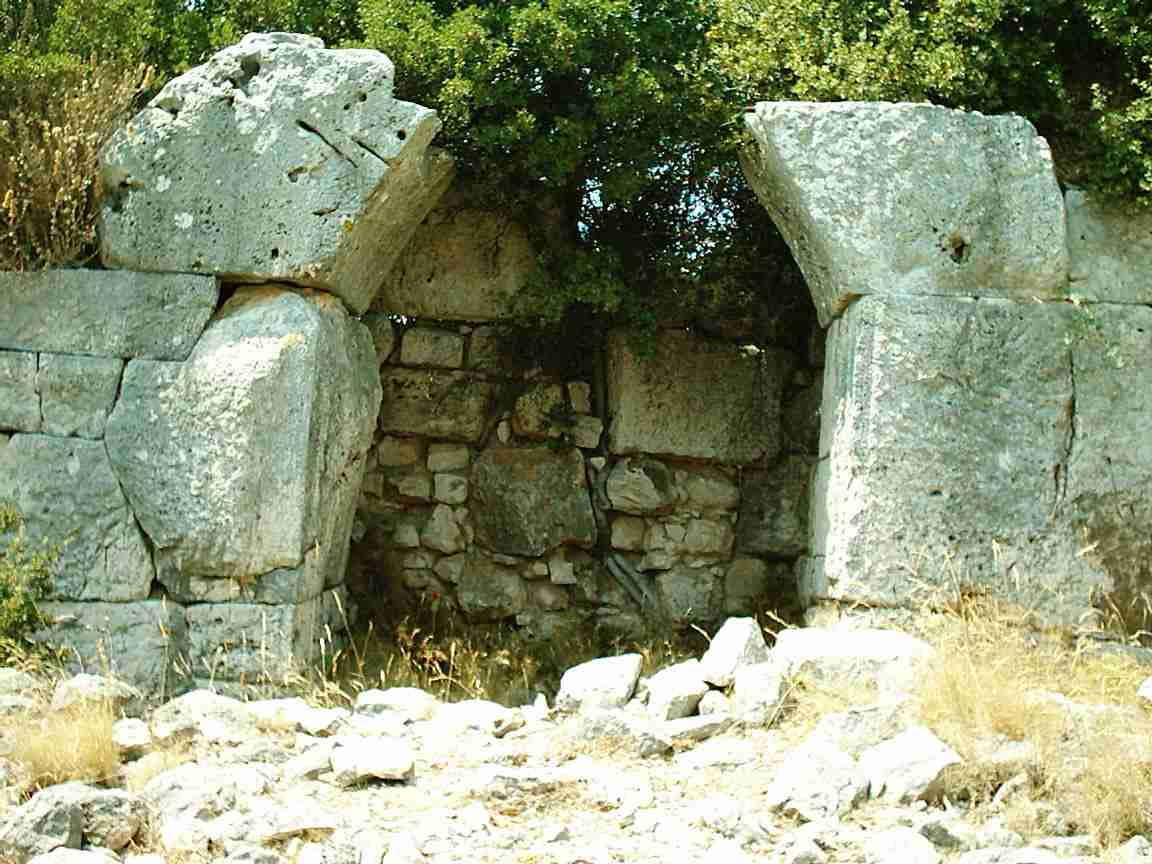
ピタゴリオの防壁

## ヘーラー神殿
ヘーラー神殿（ヘライオン）は、ピタゴリオの西方 6 km の場所に残る神殿の遺跡群である。サモス島はギリシア神話の女神ヘーラーの生まれた場所とされ、古くからヘーラー信仰が行われてきた。ヘーラー神殿は多くの建設段階が知られており、最初のものは紀元前750年頃に遡る。

### 第1期
最初の神殿は紀元前750年頃に建造された。木の柱に囲まれた女神像を中心とする幅 6.5 m、奥行き 32.86 m の細長い神殿だったが、紀元前670年頃に水害によって失われた。

### 第2期
前の神殿が失われたすぐ後に、代わりとなる神殿の建造が始まった。今度の神殿は幅 11.7 m、奥行き 37.7 m と、前の神殿より若干大きくなった。この神殿は、ギリシア神殿としては列柱廊を備えた初めてのものであったとされる。
この時期には神殿に様々な品が奉納されており、発掘調査の結果見つかったそれらのうちのいくつかは、サモス島の考古学博物館に収蔵されている。

### 第3期
紀元前570年頃に、幅 52.5 m、奥行き 105 mという、今までの神殿を遥かに上回る規模のイオニア式神殿が建造された。手がけたのは
ロイコス（英語: Rhoecus）とサモスのテオドロス（英語: Theodorus of Samos）という2人の建築家だった。規模もさることながら、初めて二重周柱式が採用されたという点でも、建築史上重要なものであったが、紀元前540年頃に戦火によって失われた。

### 第4期
第4期の神殿は、ロイコスとテオドロスの神殿が崩壊したことを受けて、僭主ポリュクラテスが建造させたものである。彼は第3期を更に上回る規模の神殿を設計させたが、彼の存命中には完成しなかった。それどころか、工事は更に250年ほどにわたり継続されたが、結局未完成に終わった。
後のゲルマン人の侵攻などによって神殿は破壊され、現在は一本の円柱といくつかの遺跡しか残っていない。

## 世界遺産登録
ヘーラー神殿とピタゴリオは、1992年にユネスコの世界遺産に登録された。

### 登録基準
この世界遺産は世界遺産登録基準のうち、以下の条件を満たし、登録された（以下の基準は世界遺産センター公表の登録基準からの翻訳、引用である）。
- (2) ある期間を通じてまたはある文化圏において、建築、技術、記念碑的芸術、都市計画、景観デザインの発展に関し、人類の価値の重要な交流を示すもの。
- (3) 現存するまたは消滅した文化的伝統または文明の、唯一のまたは少なくとも稀な証拠。